# Chin & Chilla
Chin & Chilla war das erste feministische Kabarettduo in Österreich.

## Geschichte
Chin & Chilla wurde 1984 von Barbara Klein und Krista Schweiggl in Wien gegründet. Bereits zuvor, im Juni 1983, traten die beiden Schauspielerinnen mit Liedern der deutschen Musikgruppe „Schneewittchen“ und Texten von und über Frauen auf. 1984 zeigten sie ihr erstes Kabarettprogramm mit dem Titel: „Eine Frau ohne Mann ist wie ein Fisch ohne Fahrrad“.
Bis 1989 präsentierte das Duo sieben Kabarettprogramme und Satiren in Österreich und Bayern. In Wien war Chin & Chilla etwa in der Kulisse oder im Kabarett Niedermair zu sehen. Ab 1985 wurden Texte von Klein und Schweiggl verfasst oder bearbeitet, Liedtexte schrieb ab 1986 Barbara Klein. Auch die Regie übernahmen die beiden Frauen selbst. Live-Musik bzw. Kompositionen stammten von Wolfgang Gattringer oder Christian Teuscher. Als Kostümbildnerin fungierte oftmals Nicole Panagl.
In seinen mehr als 300 Auftritten setzten sich Chin & Chilla mit der aktuellen Politik und gesellschaftlichen Problemen und Herausforderungen der Zeit auseinander. Die systematische Benachteiligung von Frauen war nicht das alleinige aber ein immer wiederkehrendes Thema des Duos. In den Statuten ihres „Vereins zur künstlerischen Darstellung von Frauengeschichte(n)“ wurde „der Bedarf an weiblich-identen Aussagen der diskriminierten Mehrheit“ festgeschrieben und als Zweck u. a. die „Bewusstmachung der sozialen und politischen Stellung der Frau in der Gesellschaft“ formuliert.
Die Groteske „Rikiki“, nach dem Stück La famille Rikiki von Pierre Henri Cami (1884–1958), in der die Obsessionen einer Kleinbürger-Familie dargestellt wurden, war die letzte und am prominentesten besetzte Produktion von Chin & Chilla. Sie fand 1989 in Koproduktion mit den Wiener Festwochen in der Szene Wien als Kollaboration von Chin & Chilla und den Kabarettisten Alfred Dorfer, Roland Düringer, Reinhard Novak und I Stangl statt.
2020 fanden Barbara Klein und Krista Schweiggl wieder zusammen und gründeten erneut ein Kabarettduo: Die SpätSies. 2021 wurde der Vorlass von Chin & Chilla an das österreichische Kabarettarchiv übergeben.

## Programme
- 1983: Schneewittchen. Lieder der deutschen Gruppe Schneewittchen, Texte von Erika Molny, Christine Nöstlinger, Elfriede Haslehner u. a.
- 1984: Eine Frau ohne Mann ist wie ein Fisch ohne Fahrrad. Lieder der deutschen Gruppe Schneewittchen, Texte von Erika Molny, Christine Nöstlinger, Elfriede Haslehner u. a.; Musik: Wolfgang Gattringer.
- 1985–1986: Aus dem Giftschrank. Panopticum Eroticum. Von und mit: Barbara Klein und Krista Schweiggl, zeitweise darstellerisch unterstützt von Jeanette Hirschberger.
- 1986–1988: Beziehungswaisen.
- 1987–1988: Figurinen. Satire frei nach Tilly. Auftragsarbeit der Wiener Festwochen. Von und mit: Barbara Klein, Krista Schweiggl, Flora St. Loup.
- 1988: Grüß Gott. Ein Paternoster in 25 Aufzügen.
- 1989: Rikiki. Eine Groteske von Pierre Henri Cami. Koproduktion mit den Wiener Festwochen. Bearbeitung und Regie: Barbara Klein.

## Auszeichnungen
- 1987: Österreichischer Kleinkunstpreis (Förderpreis)